# Jakob Meier (Politiker)
Jakob Meier (* 3. September 1880 in Gospenroda (Wartburgkreis in Thüringen); † nach 1925) war Abgeordneter des Provinziallandtages der preußischen Provinz Hessen-Nassau.

## Leben
Jakob Meier wurde als Sohn des Straßenwärters Johannes Meier und dessen Gemahlin Anna Barbara Meß geboren. Nach seiner Schulausbildung ging er zur Deutschen Reichsbahn, kam ins Beamtenverhältnis und wurde Reichsbahnamtmann. Er betätigte sich politisch und wurde Mitglied der SPD. Als deren Abgeordneter erhielt er 1919 ein Mandat für den Kurhessischen Kommunallandtag des Regierungsbezirks Kassel, aus dessen Mitte er zum Abgeordneten des Provinziallandtages der preußischen Provinz Hessen-Nassau bestimmt wurde. Er blieb bis zum Jahre 1925 in den Parlamenten. 